# Štrbac
Štrbac (en serbe cyrillique : Штрбац) est un village de Serbie situé dans la municipalité de Knjaževac, district de Zaječar. Au recensement de 2011, il comptait 151 habitants.
Štrbac est situé sur les bords du Trgoviški Timok.

## Démographie
| 1948 | 1953 | 1961 | 1971 | 1981 | 1991 | 2002 | 2011 |
| ---- | ---- | ---- | ---- | ---- | ---- | ---- | ---- |
| 741  | 719  | 622  | 582  | 453  | 379  | 246  | 151  |

|  |